# Саймонс, Питер
Пи́тер Са́ймонс (англ. Peter Simons), (23 марта 1950) — профессор философии в Университете Лидса, член Британской академии. Учился в Манчестерском университете, занимал преподавательские должности в Болтонском и Зальцбургском университетах. Почётный профессор философии Зальцбургского университета.
Президент Европейского общества аналитической философии и директор Фонда Франца Брентано.
Научные интересы: метафизика и онтология, история логики, История философии Центральной Европы, в особенности история философии в Австрии и Польше в XIX и XX веках, а также приложения метафизики к инженерному знанию и другим нефилософским дисциплинам. Автор двух книг и более 200 статей. В настоящее время работает над проектом, связанным с метафизикой количества при поддержке Британской академии.

## Публикации
- Parts. A Study In Ontology, Oxford: Clarendon Press, 1987.
- Philosophy and Logic in Central Europe from Bolzano to Tarski. Selected Essays, Dordrecht: Kluwer, 1992.

## Звания и членства
- Fellow of the British Academy (выбран в июле 2004)
- Член Academia Europaea (выбран в 2006)